# Enzo G. Castellari
Enzo G. Castellari (geboren als Enzo Girolami) (Rome 29 juli 1938) is een Italiaans regisseur, die beroemd is vanwege een hele reeks genrefilms die hij in de jaren zeventig en tachtig van de 20e eeuw maakte.

## Biografie
Castellari werd in 1938 geboren als de zoon van B-filmregisseur Franco Marinelli. De jonge Enzo groeide op de filmset en regisseerde in 1966 zijn eerste speelfilm. Na de teloorgang van de Italiaanse B-filmindustrie (halverwege de jaren tachtig) zocht hij, net als zoveel van zijn collega's, zijn toevlucht tot het medium televisie.

## Filmstijl
Het gros van de films die Castellari maakte waren snelle, goedkope producties. Desondanks wist Castellari door origineel gebruik van slow-motion, montagetrucs en ongewone camerastandpunten wel enige artistieke flair in deze films te stoppen.
Vaak werden deze films gemaakt om in te haken op de rage omtrent een grotere Hollywoodfilm. Zo maakte hij Great White over een haai die de kusten onveilig maakt. Deze film leek zoveel op Jaws dat Universal Studios een rechtszaak aanspande, waarna de film in de VS uit de bioscopen gehaald moest worden.

## Selectieve filmografie
- Battle Squadron (1972), een oorlogsfilm over Britse en Duitse piloten, die elkaar boven Londen bevechten.
- Keoma (1976), een van de latere spaghettiwesterns.[bron?]
- Inglorious Bastards (1978), een oorlogsfilm in de stijl van The Dirty Dozen. De film diende als inspiratiebron voor de gelijknamige versie uit 2009 van regisseur Quentin Tarantino.
- 1990: The Bronx Warriors (1982), een gewelddadige sciencefictionfilm die zich afspeelt in een postapocalyptisch New York van 1990. De films is een poging om in te haken op het succes van Escape from New York en The Warriors.

- Biblioteca Nacional de España: XX932543
- Bibliothèque nationale de France: cb13892254s (data)
- Gemeinsame Normdatei: 13241550X
- International Standard Name Identifier: 0000 0001 1950 3781
- Library of Congress Control Number: no2004067680
- Nationale Bibliotheek van Tsjechië: ola2008455756
- Nederlandse Thesaurus van Auteursnamen: 313810516
- Istituto Centrale per il Catalogo Unico: VIAV099940
- SNAC: w65v7sbn
- Système universitaire de documentation: 168042428
- Virtual International Authority File: 60241607
- WorldCat: E39PBJtX3t38FbdB9FgPPTVpyd